# Bab Al-Moatham

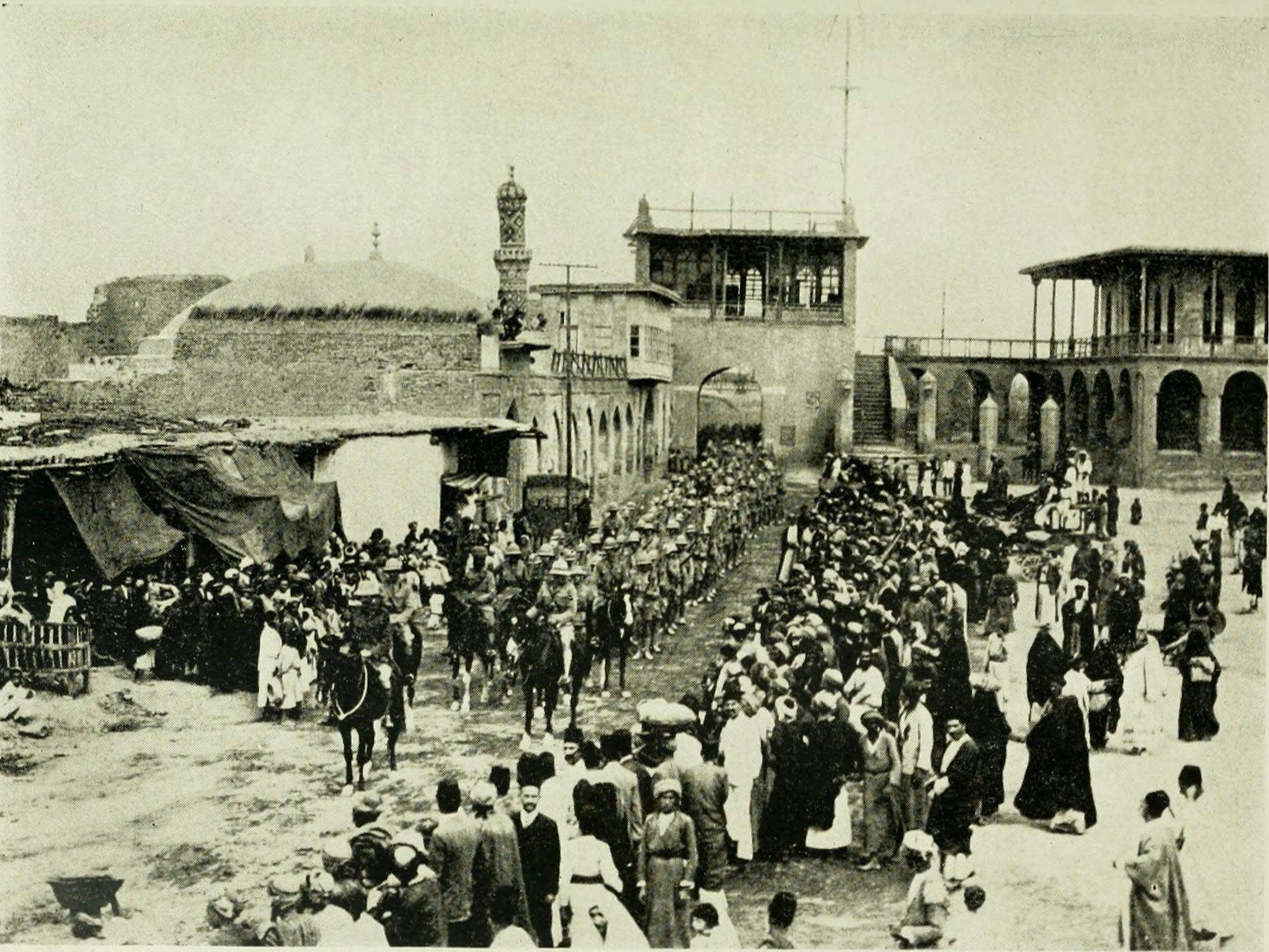
Bab Al-Moatham 1917

Bab Al-Moatham (arabiska: باب المعظم) är ett område i Rusafa i Bagdad i Irak.
I Bab Al-Moatham ligger bland annat Iraks nationalbibliotek.